# Bonola (metropolitana di Milano)
Bonola è una stazione della linea M1 della metropolitana di Milano.

## Storia
La stazione venne aperta il 12 aprile 1980 come parte del prolungamento da QT8 a San Leonardo. Secondo il progetto, il nome originario della stazione era Olona.
Insieme a Lampugnano, San Leonardo e Molino Dorino, Bonola è una della poche stazioni della linea M1 ad avere l'ingresso, con tornelli e servizi passeggeri, in superficie e non a livello interrato.

## Servizi
La stazione dispone di:
- Accessibilità per portatori di handicap
- Ascensori
- Scale mobili
- Emettitrice automatica biglietti
- Stazione video sorvegliata

## Interscambi
Bonola è servita dalla rete automobilistica ATM.